# Flagge Delawares

Flagge Delawares

Die Flagge von Delaware besteht aus einer sandfarbenen Raute auf einer hellblauen Grundfläche, wobei in der Mitte der Raute das Siegel von Delaware sitzt. Unterhalb der Raute befindet sich in weißer Schrift das Datum 7. Dezember 1787, welches den Tag angibt, an dem Delaware als erster Staat die Verfassung der USA ratifiziert hat. Die Farben der Flagge reflektieren die Farben der Uniform von General George Washington.  
Das Siegel im Zentrum der Flagge wurde am 17. Januar 1777 angenommen. Es zeigt einen Schild mit horizontalen Streifen in Grün, Blau und Weiß. Auf dem Streifen sind eine Weizengarbe, ein Maiskolben und ein Ochse dargestellt, Symbole für Delawares Landwirtschaft. Über dem Schild befindet sich ein Segelschiff. Der Schild wird auf der linken Seite von einem Bauern und auf der rechten Seite von einem Soldaten flankiert. Unter dem Schild steht das Motto des Staates, „Liberty and Independence“ (zu Deutsch: Freiheit und Unabhängigkeit). Diese Symbole befinden sich auch auf dem Siegel von Delaware.
Die gegenwärtige Flagge wurde am 24. Juli 1913 angenommen. Bereits während des Amerikanischen Bürgerkriegs hatten Truppen aus Delaware eine ähnliche Flagge geführt.